# Xylopia rotundata
Xylopia rotundata este o specie de plante angiosperme din genul Xylopia, familia Annonaceae, descrisă de Henry Nicholas Ridley. Conform Catalogue of Life specia Xylopia rotundata nu are subspecii cunoscute.